# Legio XII Fulminata
Legio XII Fulminata (Fulminata betekent 'die de bliksemschicht hanteert') was een Romeins legioen, opgericht door Julius Caesar in 58 v.Chr. en actief tot minstens het begin van de vijfde eeuw. Het legioen werd ook wel aangeduid met andere bijnamen, te weten Paterna, Victrix, Antiqua, Ceta Constans en Galliena. Het symbool van het legioen was een bliksemschicht (fulmen).

## Julius Caesar en zijn opvolgers
Julius Caesar rekruteerde het legioen in 58 v.Chr., aan het begin van de Gallische Oorlog, voor zijn militaire campagne tegen de Helvetiërs. Een jaar later streed het tegen de Nerviërs en vermoedelijk was het legioen ook betrokken bij het beleg om Alesia.
In de Romeinse burgeroorlog zette Caesar het legioen in tijdens de slag bij Pharsalus tegen Pompeius. Na Caesars overwinning over Pompeius gaf hij het legioen de bijnaam Victrix.
Na de dood van Julius Caesar gaf Marcus Antonius het legioen de bijnaam Antiqua ('van ouderwetse degelijkheid', een erenaam). Mogelijk zette hij het legioen in bij de Slag bij Philippi (42 v.Chr.), maar dit staat niet vast. Wel is zeker dat het onder aanvoering van Marcus Antonius meestreed tegen de Parthen in 36 v.Chr., maar de Parthische koning Phraates IV bleek sterker dan de Romeinse legers.
Tijdens het principaat van keizer Augustus is het legioen enige tijd gelegerd geweest in de provincia Alexandria et Aegyptus. In 14 na Chr. keerde het echter terug naar Syria. Samen met Legio III Gallica werd het gelegerd bij Raphana. Andere legioenen in Syria in die tijd waren VI Ferrata en X Fretensis.

## Strijd tegen de Parthen
In 54 na Chr. bezette de Parthische koning Vologases I het koninkrijk Armenië, een vazalstaat van Rome. Keizer Nero gaf Gnaeus Domitius Corbulo, de legatus Augusti pro praetore van Cappadocia, de opdracht in te grijpen. Met de legioenen IV Scythica (uit Moesia), III Gallica, VI Ferrata en XII Fulminata wist Corbulo Armenië snel te heroveren. De Parthische vazalkoning Tiridates zette hij af en hij benoemde Tigranes VI in zijn plaats. De Parthen kwamen echter terug en in 62 leden de legioenen IV Scythica en XII Fulminata een smadelijke nederlaag onder aanvoering van Lucius Caesenius Paetus. Aan de daaropvolgende succesvolle campagne van Corbulo mochten de verslagen legioenen niet deelnemen.

## Joodse Oorlog
In 66 brak in Judea de Joodse Oorlog uit. Toen de Joodse Zeloten een Romeins garnizoen in Jeruzalem hadden verslagen, werd het Legio XII Fulminata, aangevuld met vexillationes van IV Scythica en VI Ferrata op de opstandelingen afgestuurd. De legatus Augusti pro praetore van Syria trok het legioen op het laatste moment echter terug, omdat hij het niet sterk genoeg achtte. Op de terugweg naar Syria liep het legioen in een hinderlaag bij Bet-Choron. Daarbij wist Eleazar, de zoon van Simon, zelfs de aquila buit te maken, een zwaar gezichtsverlies voor het legioen.
Toch werd het legioen gedurende de rest van de oorlog weer opnieuw ingezet, samen met V Macedonica, VI Ferrata en X Fretensis, eerst onder aanvoering van Vespasianus, later onder diens zoon Titus.
Na de val van Jeruzalem (70) werd het Legio XII Fulminata samen met XVI Flavia Firma gelegerd in Melitene, waar het de opdracht kreeg de Eufraat te bewaken, de oostgrens van het Romeinse Rijk.

## Bewaking van de oostgrens

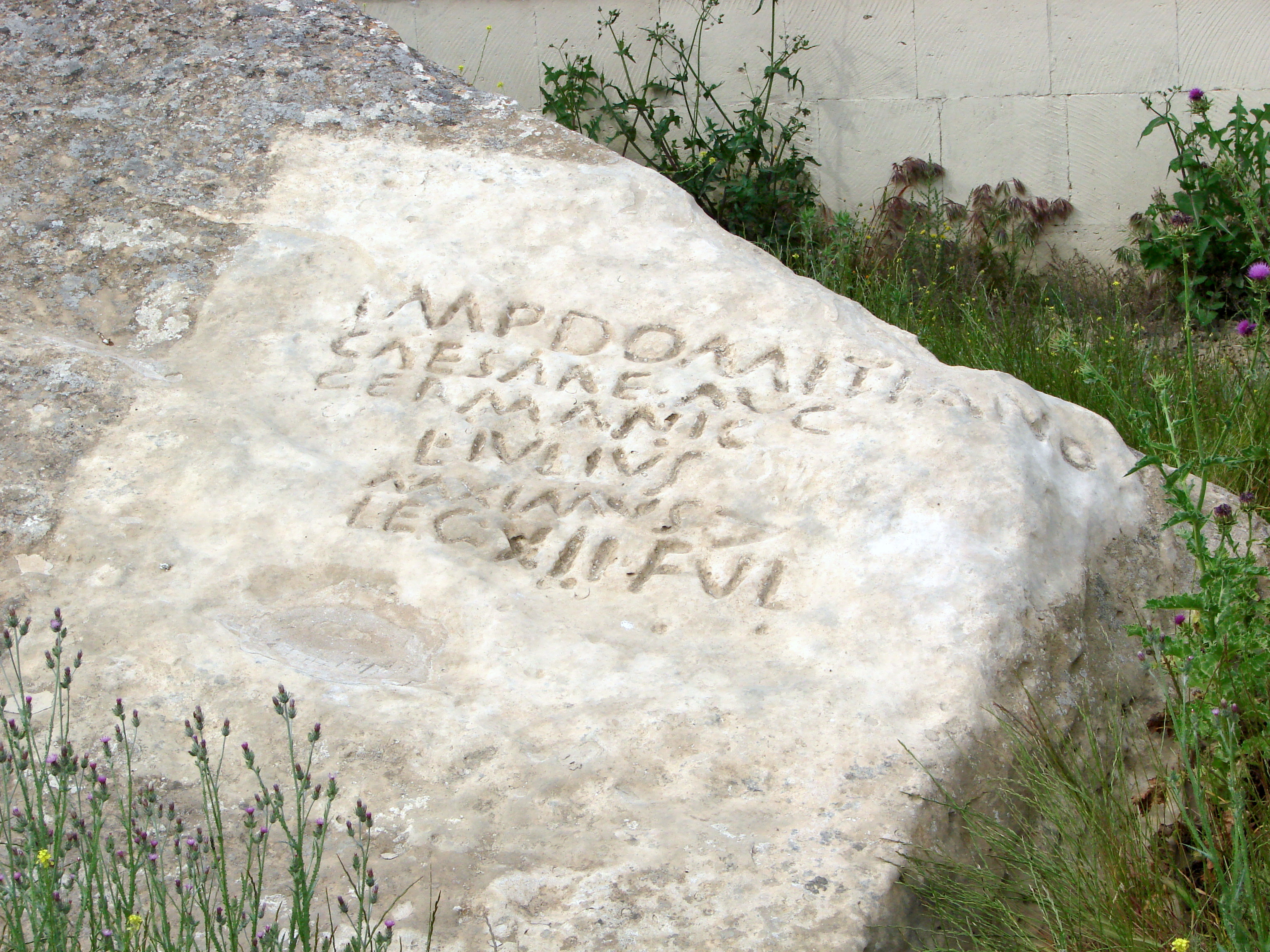
Rotsinscriptie met een verwijzing naar Legio XII Fulminata in Qobustan uit de tijd van keizer Domitianus. De tekst van de inscriptie luidt: "Imp(eratore) Domitiano / Caesare Aug(usto) / Germanic(o) / L(ucius) Iulius / Maximus (centurio) / leg(ionis) XII Ful(minatae)"

Azərbaycanca: Qobustandakı latın kitabəsi: "İmperator Domisian Qeysər Avqust Germanik, Lusi Yuli Maksim, XII Fulminata legionu".
In 75 bevond XII Fulminata zich in het gebied van de Kaukasus, waar keizer Domitianus het inzette om steun te bieden aan Romeinse vazalstaatjes Iberia en Albania.
In 114, tijdens de campagne van Trajanus, bevond het legioen zich vermoedelijk in Armenië, dat door Trajanus tot een provincia gemaakt werd (al was dit van korte duur).
Twintig jaar later, in 134, zette Arrianus, de gouverneur van Cappadocia, het legioen samen met XV Apollinaris in tegen de invallen van de Alanen.
Vermoedelijk was het twaalfde legioen eveneens betrokken bij de campagne van Lucius Verus tegen de Parthische koning Vologases IV (162-166). Een detachement, bestaande uit legionairs van XII Fulminata en XV Apollinaris hield enige tijd de controle over de pas veroverde Armeense hoofdstad Artaxata. Keizer Marcus Aurelius voerde XII Fulminata aan in zijn campagne tegen de Quadi, waar wonderbaarlijke regenval het legioen volgens de overlevering behoedde voor een nederlaag.
In 175 was het legioen opnieuw in Melitene, toen Avidius Cassius in opstand kwam. Het legioen bleef echter trouw aan de keizer en ontving als dank de bijnaam Certa Constans, 'voortdurend betrouwbaar'.
Na de dood van keizer Pertinax (193) brak een burgeroorlog uit. XII Fulminata steunde de gouverneur van Syria, Pescennius Niger. Nigers legers werden echter verslagen door Septimius Severus. Toen korte tijd later de oostgrens van het Romeinse Rijk opschoof van de Eufraat naar de Tigris, bleef XII Fulminata achter als achterwacht, mogelijk als straf voor de steun aan Severus' rivaal.
In deze periode verspreidde het christendom zich over de streek rond Melitene. De martelaar Polyeuctes, die de dood vond onder keizer Valerianus, was een legioenair van XII Fulminata. Ook de legende van de Veertig martelaren van Sebaste en van Carterius en zijn gezellen is te situeren in Legio XII Fulminata.
Na de val van het Parthische rijk vormde het rijk van de Sassaniden een belangrijke bedreiging voor de Romeinse oostgrens. In 256 veroverde koning Shapur II Satala, het kamp van XV Apollinaris. Twee jaar later verwoestte hij Trapezus. Keizer Valerianus trok ten strijde tegen Shapur, maar moest zich na een nederlaag overgeven.
Uit later tijd zijn maar weinig gegevens over XII Fulminata bekend. Keizer Diocletianus versloeg met behulp van onder meer dit legioen de Sassaniden en veroverde Mesopotamia. Aan het begin van de vijfde eeuw is het legioen nog steeds gelegerd in Melitene als bewakers van de Eufraat.